# Anopheles nitidus
Anopheles nitidus is een muggensoort uit de familie van de steekmuggen (Culicidae). De wetenschappelijke naam van de soort is voor het eerst geldig gepubliceerd in 1973 door Harrison, Scanlon & Reid.